# الملك أوبو
الملك أوبو أو أوبو الملك (بالفرنسية: Ubu Roi)‏ هي مسرحية بقلم ألفريد جاري. وتمت تأديتها أول مرة في باريس في مسرح أوفري، وتسببت برد فعل عنيف من الجمهور حيث افتتحت وأغلقت في 10 ديسمبر 1896. وهي تعتبر مسرحية جامحة غريبة وكوميدية، ومهمة بسبب الطريقة التي تقلب بها القواعد والأعراف الثقافية. ومن بين من كانوا في الحضور تلك الليلة ليشهدوا رد الفعل، كان الكاتب ويليام بتلر ييتس، الذي قال أنها حدث ذو أهمية ثورية. وينظر إليها الآن بأنها فتحت الباب أمام ما يعرف باسم أدب الحداثة في القرن العشرين. وهو مقدمة للحركات الدادائية والسريالية ومسرح العبث. وهي أول ثلاث مسرحيات يسخر فيها جاري من السلطة، والجشع، والممارسات الشريرة - وبخاصة ميل البرجوازية لإساءة استخدام السلطة التي يولدها النجاح.
يترجم العنوان أحيانا باسم الملك غائط. إلا أن كلمة «أوبو» هي في الواقع مجرد كلمة فارغة تطورت من النطق الفرنسي لاسم «هربرت»،  وهو اسم أحد معلمي جاري والذي كان هدف سخريته وملهم الإصدارات الأولى من المسرحية.
قدم جاري بعض الاقتراحات بشأن كيفية تأدية مسرحيته. أرأد أن يلبس الملك أوبو رأس حصان من الورق المقوى في بعض المشاهد، «كما في المسرح الإنجليزي القديم»، لأنه يهدف إلى «إرسال رسالة». وأراد أيضا وضع ازياء مع أقل قدر من الإشارة إلى اللون أو الدقة التاريخية.
وأعقب جاري هذه المسريحة بمسرحية أوبو كوكو Ubu Cocu أو أوبو الديوث ومسرحية Ubu Enchaîné أو أوبو مقيدا، وتم تمثيلها خلال حياة جاري. من أعماله اللاحقة، رواية / مقال حول «'الباتافيزيقا»، وقدمه كتفسير الأفكار التي تقوم عليها مسرحية الملك أوبو. 'والباتافيزيقا، كما يشرح جاري، «علم من عالم ما بعد الميتافيزيقا». ويدرس القوانين التي «تحكم الاستثناءات وتشرح الكون المكملة لهذا الكون». وهو علم الحلول الخيالية.

## روابط خارجية
- الملك أوبو على موقع الموسوعة البريطانية (الإنجليزية)